# Max Erwin von Scheubner-Richter
Ludwig Maximilian Erwin von Scheubner- Richter (lettisk: Ludvigs Rihters; født 21. januar 1884 i Riga, Letland, død 9. november 1923 i München) var en tysk diplomat og ledende figur i NSDAPS tidligste fase.
Scheubner-Richter havde tysk-baltisk baggrund og kæmpede på tysk side under første verdenskrig. Han gjorde tjeneste på vestfronten i starten af krigen, men blev hurtigt forflyttet til østfronten efter at hans overordnende blev klar over hans russisk-kundskaber. Allerede i december 1914 blev han udsendt som tysk vicekonsul til Erzurum i Tyrkiet. Her var han vidne til det armenske folkedrab.
Efter krigen flyttede han tilbage til Baltikum og blev medlem af et baltisk frikorps. Allerede i 1918 flyttede han dog tilbage til Tyskland, hvor han i 1920 deltog i det mislykkede Kappkuppet. Efter det flygtede han til München, hvor han blev medlem af NSDAP.
Scheubner-Richter var en af initiativtagerne til ølkælderkuppet i 1923, hvor han blev skudt og dræbt af politiet. Det første bind af Adolf Hitlers bog Mein Kampf er dedikeret til Scheubner- Richter og de 15 andre som, også blev dræbt under kupforsøget.